# 天主教莫羅托教區
天主教莫洛托教區（拉丁語：Dioecesis Morotoënsis）是烏干達一個羅馬天主教教區，屬托羅羅總教區。
教區成立於1965年3月22日，包括北部區東南部四區。2004年有教友200,293人（佔轄區總人口54.1%）、十個堂區、三十八名司鐸。現任教區主教為达米亚诺·朱里奥·古泽蒂。